# Messkogssångare
Messkogssångare (Setophaga americana) är en fågel i familjen skogssångare inom ordningen tättingar.

## Utseende
Messkogssångare är en färgglad och mycket liten skogssångare, endast 10,5-11,5 centimeter lång. Den har en blågrön ovansida, dubbla vita vingband, gul strupe och bröst samt vit buk. Runt ögat syns en smal vit ögonring som är bruten bak och fram. Hanen har ett mörkare bröstband som honan saknar. Dess beteende påminner om kungsfågeln genom sina ivriga rörelser och gärna hänger upp och ner eller ryttlar när den födosöker.

## Läten
Sången är en stigande sträv ramsa med en avslutande vass ton: "zeeeeeeeeeee-tsup" eller "zo zo zid zid zid zeeeee tsup". Lätet är ett kraftigt och klart tjippande ljud, och i flykten hörs ett ljust fallande "tsiip".

## Utbredning och systematik
Messkogssångare häckar i ett tudelat område i östra Nordamerika från södra Kanada till södra USA, med ett ovanligt avbrott söder om Stora Sjöarna. Den har också sedan 1950-talet upprepade gånger häckat i Kalifornien. Den övervintrar så långt söderut som till Nicaragua och Västindien.

Arten är en mycket sällsynt gäst i Europa, främst från slutet av september till mitten av oktober, framför allt i Azorerna och Storbritannien, men också på Island och Irland samt i Frankrike.

### Släktestillhörighet
Arten placerades tidigare i släktet Parula. DNA-studier visar dock att den ingår i en grupp med skogssångare tidigare i Dendroica. Det gör även rödstjärtad skogssångare (Setophaga ruticilla). Eftersom Setophaga har prioritet före Dendroica inkluderas numera alla Dendroica-arter i Setophaga, samt även messkogssångare.

## Ekologi
Messkogssångare häckar i gamla skogar utmed strömmande vatten och i träsk. Dess förekomst är starkt kopplat till epifytiska växter, i södra USA spansk mossa och i norra USA skägglavar. Nyckelträdarter i messkogssångare miljö är ekarterna Quercus nigra, Quercus phellos och Quercus michauxii, Nyssa sylvatica, hemlock, sockerlönn, rödlönn, björkar och plataner. Vintertid förekommer den i mer olika miljöer som öppna fält och betesmarker, buskmarker, skogslandskap samt kaffe-, kakao- och citronplantage. Fågeln är i huvudsak insektsätare, men kan vintertid ibland inta bär, frön eller nektar.
Honan gör det mesta av bobygget, en skål som placeras i spansk mossa eller skägglav, ibland så högt upp som 30 meter över marken. Hon lägger två till sju ägg som ruvas i tolv till 14 dagar.

## Status och hot
Arten har ett stort utbredningsområde och en stor population, och tros öka i antal. Utifrån dessa kriterier kategoriserar internationella naturvårdsunionen IUCN arten som livskraftig (LC). Beståndet uppskattas till 18 miljoner vuxna individer.